# Zaburzenia osobowości wiązki B
Zaburzenia osobowości wiązki B (ang. Cluster B personality disorders), inna nazwa: zaburzenia dramatyczno-niekonsekwentne. Wyróżniona w DSM-IV kategoria zaburzeń osobowości, obejmująca: 
- Antyspołeczne zaburzenie osobowości (ang. Antisocial Personality Disorder), DSM-IV: 301.7
- Zaburzenie osobowości z pogranicza, inna nazwa: zaburzenie osobowości borderline (ang. Borderline Personality Disorder), DSM-IV: 301.83
- Histrioniczne zaburzenie osobowości (ang. Histrionic Personality Disorder), DSM-IV: 301.50
- Narcystyczne zaburzenie osobowości (ang. Narcissistic Personality Disorder), DSM-IV: 301.81

W klasyfikacji ICD-10 wyróżniono następujące zaburzenia osobowości:
- Dyssocjalne zaburzenie osobowości (ang. Dissocial Personality Disorder), ICD-10: F60.2
- Zaburzenie osobowości niestabilnej emocjonalnie (ang. Emotionally Unstable Personality Disorder), ICD-10: F60.3
- Histrioniczne zaburzenie osobowości (ang. Histrionic Personality Disorder), ICD-10: F60.4
- (w klasyfikacji ICD-10 nie ma odpowiednika narcystycznego zaburzenia osobowości jako głównej jednostki chorobowej)